# Antillogorgia
Antillogorgia is een geslacht van neteldieren uit de klasse van de Anthozoa (bloemdieren).

## Soorten
- Antillogorgia acerosa (Pallas, 1766)
- Antillogorgia albatrossae Bayer, 1961
- Antillogorgia americana (Gmelin, 1791)
- Antillogorgia bipinnata (Verrill, 1864)
- Antillogorgia blanquillensis (Stiasny, 1941)
- Antillogorgia elisabethae Bayer, 1961
- Antillogorgia hummelincki Bayer, 1961
- Antillogorgia hystrix Bayer, 1961
- Antillogorgia kallos (Bielschowsky, 1918)
- Antillogorgia navia Bayer, 1961
- Antillogorgia rigida (Bielschowsky, 1929)